# Équipe des Philippines de rugby à sept
L'équipe des Philippines de rugby à sept est l'équipe qui représente les Philippines dans les principales compétitions internationales de rugby à sept au sein des World Rugby Sevens Series et de la Coupe du monde de rugby à sept.

## Histoire
L'équipe nationale philippine de rugby à sept est créée dans le cadre des Jeux d'Asie du Sud-Est de 2005, compétition organisée cette année par les Philippines ; les épreuves de rugby à sept y figurent en tant que sport de démonstration. Elle est surnommée les Volcanoes.
En 2012, au terme du championnat d'Asie, elle atteint la 3e place de la compétition et décroche ainsi sa qualification pour la Coupe du monde de rugby à sept 2013. Elle devient ainsi la première équipe nationale philippine à participer à un championnat ou une coupe du monde,,.
Grâce à sa médaille de bronze décrochée au championnat d'Asie 2018, la sélection accède au tournoi qualificatif aux World Rugby Sevens Series de Hong Kong 2019.

## Palmarès
- Coupe du monde de rugby à sept :
  - 21e : 2013.